# Georgi Markov (escritor)
Georgi Ivanov Markov (em búlgaro:  Георги Иванов Марков; Sofia, 1 de março de 1929 – Londres, 11 de setembro de 1978) foi um escritor dissidente da Bulgária.

## Vida
Foi um escritor dissidente búlgaro. Ele originalmente trabalhou como romancista, roteirista e dramaturgo em seu país natal, a República Popular da Bulgária, até sua deserção em 1968. Depois de se mudar para Londres, ele trabalhou como locutor e jornalista para o BBC World Service, a Rádio financiada pelos Estados Unidos Radio Free Europe e Deutsche Welle da Alemanha Ocidental. Markov usou esses fóruns para conduzir uma campanha de crítica sarcástica contra o regime búlgaro que, de acordo com sua esposa na época em que ele morreu, acabou se tornando "vitriólico" e incluía "realmente espalhar lama nas pessoas nos círculos internos". 
Markov foi assassinado em uma rua de Londres por meio de uma bolinha de microengenharia que poderia conter ricina. Relatos de jornais contemporâneos afirmaram que ele havia levado um tiro na perna com um projétil disparado de um guarda-chuva empunhado por alguém associado ao Serviço Secreto Búlgaro. Annabel Markov relembrou a opinião de seu marido sobre o "guarda-chuva bulgaro", contando ao programa Panorama da BBC em abril de 1979: “Ele sentiu uma pontada na coxa. Ele olhou em volta e havia um homem atrás dele que se desculpou e deixou cair um guarda-chuva. Tive a impressão, enquanto ele contava a história, de que o golpe não havia sido infligido pelo guarda-chuva, mas que o homem havia deixado cair o guarda-chuva como cobertura para esconder o rosto”. Investigações subsequentes descartaram a teoria de que uma pelota havia sido disparada de um guarda-chuva como sendo improvável.  Especula-se que o Serviço Secreto Búlgaro pediu ajuda ao KGB.

## Trabalhos (selecionados)
- Os vencedores de Ajax - romance de ficção científica, 1959
- Questionário - contos, 1961
- Entre a noite e o dia - contos, 1961
- Homens - romance, 1962, 1990
- Retrato do meu romance duplo, 1966, 1996
- Café com pretensões - comédia, 1966
- Mulheres de Varsóvia - contos e contos, 1968
- Assassínio na rua fechada - peça, 1968
- Relatórios de meio período para a Bulgária - jornalismo, volume 1, 1980 e volume 2, 1981 (Fundação Georgi Markov, Zurique), 1990 (Sofia)
- Ensaios literários - 1982 (Paris), 1990 (Sofia)
- Arcanjo Miguel - peça 1990, 1997
- Quando os relógios pararam. Novos relatórios de correspondência para a Bulgária - jornalismo, 1991
- As peças de Georgi Markov - 2001

## Literatura
- Markov, Georgi; David Phillips (1978). Right Honourable Chimpanzee. [S.l.]: Secker & Warburg. ISBN 978-0-436-48310-3
- Markov, Georgi (1984). The Truth That Killed. [S.l.]: Ticknor & Fields. ISBN 978-0-89919-296-3
- Emsley, John (2008). Molecules of Murder. [S.l.]: Royal Society of Chemistry. ISBN 978-0-85404-965-3